# Abrus wittei
Abrus wittei grm iz porodice mahunarki. Endem je iz DR Konga, nedovoljno poznat. Nije penjačica ili lijana kao mnogi drugi abrusi, nego grm.
Opisao ju je Edmund Gilbert Baker u Revue de zoologie et de botanique africaines 21: 303. 1932.